# جان گریگوری (تدوین‌گر)
جان گریگوری (۲۱ مه ۱۹۴۴ - ۹ سپتامبر ۲۰۲۱) یک تدوینگر بریتانیایی بود که از دهه ۱۹۸۰ در صنعت فیلم‌سازی کار کرده‌است. او کار خود را با مجموعه‌های تلویزیونی شوتینگ (۱۹۸۱)، یک سال در پروونس (۱۹۹۴)، عمیقاً (فیلم)، پیشنهاد (۲۰۰۵)، در بروژ و سه بیلبورد خارج از ابینگ، میزوری آغاز کرد که برای آنها او در نودمین دوره جوایز اسکار نامزد بهترین تدوین فیلم را دریافت کرد.
گریگوری پیش از این برای فیلم چهار عروسی و یک تشییع جنازه (به کارگردانی مایک نیوول (کارگردان) - ۱۹۹۴) نامزد دریافت جایزه بفتا برای بهترین تدوین شد. وی به عنوان عضوی از تدوینگران سینمای آمریکا انتخاب شده‌است.